# Heinz Schaufelberger
Heinz Schaufelberger (19 de novembre de 1947 - 16 de febrer de 2020) va ser un mestre d'escacs suís que va guanyar el Campionat suís d'escacs dues vegades (1971, 1972).

## Resultats destacats en competició
El 1966–1968, Heinz Schaufelberger va representar Suïssa tres vegades al Campionat d'Europa júnior d'escacs, aconseguint el millor resultat el 1969 a Groningen, on va acabar sisè. L'any 1969, a Praia da Rocha, va participar en el torneig Zonal del Campionat del Món d'escacs i es va classificar 9è. El 1971, a Birseck, va compartir el 3r lloc amb Andreas Dückstein darrere de Gedeon Barcza i Stefano Tatai. El 1971 i el 1972, va guanyar el campionat suís d'escacs dues vegades seguides.
Heinz Schaufelberger va jugar representant Suïssa a les Olimpíades d'escacs:
- El 1970, al segon tauler a la 19a Olimpíada d'escacs a Siegen (+7, =0, -4),
- El 1972, al quart tauler a la 20a Olimpíada d'escacs a Skopje (+5, =6, -4),
- El 1974, al tercer tauler a la 21a Olimpíada d'escacs de Niça (+5, =6, -3).

Heinz Schaufelberger va jugar amb Suïssa al Campionat d'Europa per equips d'escacs:
- El 1973, al tercer tauler al 5è Campionat d'Europa d'escacs per equips a Bath (+0, =4, -2).

Heinz Schaufelberger també va jugar amb Suïssa a la Copa Mitropa d'escacs masculina dues vegades (1976, 1982) i va guanyar una medalla de plata en competició per equips (1976). Heinz Schaufelberger va jugar tres vegades amb Suïssa a les Clare Benedict Chess Cups (1970-1971, 1973).